# Marie-Claude Defores
Marie-Claude Defores est une psychanalyste française formée à l'École freudienne de Paris. Elle élabore une pratique clinique et une réflexion théorique à partir de la métapsychologie freudienne, des intuitions de Sándor Ferenczi, de l'image inconsciente du corps (Françoise Dolto), de l'éthique humaine et de notions personnelles telles le "corps de sensation", "l'image intérieure", "l'articulation âme-corps-esprit"...
"On peut vivre sans exister, la croissance humaine est une lente incarnation", affirme-t-elle. Ainsi,"le corps de sensation et d'image serait l'interface entre le monde subtil-spirituel et le monde de l'incarnation".
Marie-Claude Defores insiste sur la nature intrinsèquement traumatogène, destructurante, déshumanisante de la haine et de la perversion :
"Il est important de distinguer l'agressivité, qui est une pulsion de vie, de la haine, qui est une force de dépersonnalisation et qui ne produit jamais d'image. [...] La haine, qui peut prendre les formes les plus socialisées, refuse le nouveau, tourne vers le passé, produit la répétition et dépersonnalise." 

## Pensée
Une psychanalyse permet la symbolisation des expériences psychiques occultées du fait d'une douleur trop forte pour le sujet. 
• La sensation donne forme à l'intention de l'autre. Elle est une voie de passage entre le corps et l'image. La perception sensorielle active la mémoire profonde.
• L'image favorise la créativité du sujet. En se déployant dans l'entre-deux du transfert, elle donne accès à des mémoires anciennes dont la symbolisation a été entravée. 
• La parole juste de l'adulte ouvre l'enfant à un langage porteur de sens, donc de pensée. L'éthique se situe d'abord dans cette concordance entre la pensée, la parole et l'action.
"Mes patients, après plusieurs années de cure me transmettent combien il est difficile de devenir un humain. Il faut avoir travaillé longtemps pour percevoir le décalage entre ce que nous manifestons et ce que nous souhaiterions manifester de notre humanité." "Désir, amour et éthique vont ensemble." "Seules la sensation et l'image peuvent actualiser ce qui est non visible mais réel. L'image visuelle interne est d'emblée porteuse de symbole, c'est-à-dire porteuse de sens." 
Le silence observé par le psychanalyste est disponibilité. L'ouverture du praticien permet l'ouverture du patient, notamment l'expression de ses sensations, images, émotions et sentiments, donc peu à peu de sa pensée. Il ne s'agit plus de verbaliser, dans un consensus (familial, social, etc.), mais de parler de soi, d'énoncer une parole libre et vivante, qui donne peu à peu de vrais contours au sujet.